# Oxycrobylus agilis
Oxycrobylus agilis är en insektsart som beskrevs av Sigfrid Ingrisch 1989. Oxycrobylus agilis ingår i släktet Oxycrobylus och familjen gräshoppor. Inga underarter finns listade i Catalogue of Life.